# 米沢市立塩井小学校
米沢市立塩井小学校（よねざわしりつ しおいしょうがっこう）は山形県米沢市にある公立小学校である。

## 教育目標
- 子どもにとってやりがいに満ち、笑顔と挑戦にあふれた学校[1]

## 校長
現在の校長は
落合 篤
である

## 沿革
- 1892年（明治25年） - 塩井尋常小学校として開校
- 1901年（明治34年） - 塩井尋常高等小学校に改称
- 1907年（明治40年） - 現在地に新校舎移転新築
- 1941年（昭和16年）4月1日 - 国民学校令により塩井村国民学校に改称
- 1947年（昭和22年）4月1日 - 学制改革により、塩井村立塩井小学校に改称
- 1954年（昭和29年）10月1日 - 米沢市との合併で米沢市立塩井小学校に改称
- 1969年（昭和44年） - プール新設
- 1973年（昭和48年） - 新校舎完成
- 1981年（昭和56年） - 西校舎・給食室竣工
- 1982年（昭和57年） - 体育館竣工

## 通学区域
- 塩井町塩野、塩井町宮井(窪田小学校通学区域を除く。)[3]

## 進学先中学校
- 公立学校は、第六中学校へ進学[3]。

- 令和9年度以降は、東中学校(仮名)に進学[3]。